# Nobunaga Concerto
Концерт Нобунаґи (анг. Nobunaga Concerto) - японська манґа, автором якої є Аюмі Ішії. У неділю 2014 року було оголошено про вихід аніме, телесеріалу та фільму по манзі. Аніме транслювалось на телеканалі Fuji TV  з 12 липня 2014 року до 20 вересня 2014 року. Телевізійна драма вийшла у ефір 14 жотвня 2014 року. Вихід фільму запланований на 23 січня 2016 року.

## Сюжет
Старшокласник Сабуро несподівано потрапляє в епоху ворогуючих держав. Однак, у світі нічого не відбувається просто так... Сабуро  з Одою схожі як дві краплі води! А значить ще не все втрачено! Сабуро всього то й треба, що зайняти місце Нобунаґи... Так, тільки є одна проблема... Сабуро, зовсім нічого не знає з історії.

## Персонажі

### Головні герої
Сабуро
Ода Нобунаґа   
Кіхо   
Тойотомі Хідейосі   
Оїті

### Інші персонажі
Ікеда Цунеокі
Сібата Кацуіє 
Маеда Тосііе
Сасса Нарімаса
Ніва Наґахіде 
Такуґен
Токуґава Ієясу 
Такенака Ганбей
Адзай Наґамаса

## Аніме адаптація
Манга отримала аніме адаптацію, показ серіалу розпочався влітку 2014 року.

### Список серій
1. Сабуро Нобунаґа
2. Запитай мертвих
3. Міно гадюки
4. Битва при Окехадзамі
5. Любовний лист
6. Акеті Міцухіде
7. Вбити Нобунаґу
8. Немислима зрада
9. Тернистий шлях
10. Два Нобунаґи